# Henry Torrès
Pour les articles homonymes, voir Torres.
Henry Torrès, né le 17 octobre 1891 aux Andelys (Eure) et mort le 4 janvier 1966 à Paris (Seine), est un avocat, journaliste et homme politique français.

## Biographie
Henry Torrès est né dans une famille de la bourgeoisie juive. Son père, Fernand David Torrès, est sous-préfet de l'arrondissement des Andelys. Sa mère est Berthe Lavaillant.
Après des études de droit, il prend la direction d'un journal radical à Saint-Raphaël. Il est alors un admirateur de Joseph Caillaux. Mobilisé en 1914, il est régulièrement envoyé au front, et gravement blessé lors de la bataille du Chemin des Dames, en octobre 1917. Il est alors réformé, et obtient la croix de guerre et la médaille militaire.
C'est pendant cette période qu'il exerce pour la première fois réellement comme avocat, défendant des camarades de combat traduits devant le conseil de guerre.
Dès son retour à la vie civile, il devient un avocat engagé auprès des militants de l'extrême-gauche. Il défend ainsi l'anarchiste Fernand Desprès (en), puis en 1921 Boris Souvarine et Fernand Loriot. En 1918, il est un des fondateurs de la Fédération ouvrière des mutilés et réformés de la guerre, et s'engage ensuite au sein de l'association républicaine des anciens combattants, dont il est membre du comité central à partir de 1919. Il adhère aussi à la SFIO dans les derniers mois de la guerre.
Il est d'ailleurs candidat socialiste lors des élections législatives de 1919, dans les Bouches-du-Rhône, mais n'est pas élu. Ses débuts en politique sont cependant difficiles. Il fait notamment les frais de campagnes venant à la fois de l'extrême-droite et de la gauche du fait de son mariage avec la belle-fille de Charles Humbert, et de sa situation sociale plutôt avantageuse.
En 1920, il rejoint le Parti communiste français lors du Congrès de Tours et devient journaliste à L'Humanité.
Dans les années 1920, il défend nombre d'anarchistes tel que Barthélémy Baraille et Germaine Berton, en 1923, dont il obtient l'acquittement à l'issue de son procès pour l'assassinat, qu'elle avait reconnu, du responsable monarchiste de l'Action française, Marius Plateau.
Il est exclu du PCF au même moment, du fait de son appartenance au Comité de défense communiste. Il participe alors à la création du Parti communiste unitaire, devenue par la suite l'Union socialiste-communiste.
En 1924, il défend l'anarchiste italien Ernesto Bonomini, assassin de Nicola Bonservizi, l'un des représentants du fascisme italien en France.
Cette même année, il est candidat aux législatives pour l'USC, toujours dans les Bouches-du-Rhône, mais n'est pas élu.
Et en 1927, il fait libérer, avec le soutien de Louis Lecoin et Sébastien Faure, les anarchistes Francisco Ascaso Abadia, Buenaventura Durruti et Gregorio Jover.
Il défend aussi Samuel Schwartzbard, assassin de Simon Petlioura, socialiste et indépendantiste ukrainien, qu'il jugeait responsable de nombreux pogroms, et obtient son acquittement.
C'est à cette période qu'il décide de rejoindre la SFIO, qui le présente, sous la pression des militants CGT d'Alès, aux législatives de 1928 dans le Gard.
En 1928, il défend le journaliste Jacques Landau, dans son procès en révision dans le cadre de l'affaire du Bonnet rouge.
Pendant cette période, il ne se contente pas de défendre des dossiers « politiques », mais se fait aussi connaître comme avocat de célébrités mondaines ou politiques, comme le fakir Tahra-Bey, Louis-Lucien Klotz, Jean Galmot, Malou Guérin (évoquée dans La Force de l'âge par Simone de Beauvoir) ou Horace de Carbuccia ; il est également avocat de la partie civile dans le procès contre Germaine Huot dite d'Anglemont, meurtrière du préfet Causeret en 1933.
Il rejoint, après sa fondation en 1929, l'Association juridique internationale.
Au début de cette même année, sa candidature à une élection législative partielle, dans le département de la Seine, avec le soutien des socialistes locaux, mais contre l'avis de la direction du parti, lui vaut une exclusion de la SFIO. Il n'est cependant pas élu. Il n'a ensuite plus d'appartenance partisane, et c'est comme candidat indépendant de gauche qu'il se fait élire, en 1931, conseiller général des Alpes-Maritimes, dans le canton de Grasse. L'année suivante, il est élu député, dès le premier tour, dans la 4e circonscription de ce département. Il siège alors sur les bancs de la Gauche indépendante.
Le 5 juin 1930 à Paris 16e, il épouse Suzanne Rosambert, dont il divorce le 8 juillet 1948.
En 1933, il obtient l'acquittement d'Henri Guilbeaux, condamné à mort par contumace en 1917.
Candidat du front populaire à sa réélection en 1936, il est cependant battu par le candidat de droite Jean Hennessy.
Dès le début de la Deuxième Guerre mondiale, il cesse ses activités d'avocat, se met au service du gouvernement français et travaille au ministère de l'information.
Refusant l'armistice de Pétain, il se réfugie à l'étranger, et s'installe à New York, où il devient co-directeur, avec Émile Buré, du journal gaulliste France-Amérique.
En 1941, son portrait est affiché dans l'exposition antisémite Le Juif et la France car il a défendu le juif polonais Grynszpan qui avait assassiné un employé de l'ambassade d'Allemagne en 1939.
En 1943, réfugié aux États-Unis, il fait publier un ouvrage très critique sur Pierre Laval qui s'intitule La France trahie, Pierre Laval ; ce qui ne l'empêche pas d'aider Jeanne Blum, qui porte alors le nom de son premier mari, à entrer en contact avec ce dernier pour lui demander de rejoindre Léon Blum en détention.
En 1945, il reprend son activité d'avocat.
Il fait partie durant un temps du bureau politique du Rassemblement du peuple français fondé par le général de Gaulle. En 1948, il est élu sénateur de la Seine sous l'étiquette gaulliste des Républicains sociaux puis réélu en 1952.
Son mandat prend fin 1958 et il ne se représente pas. Il est alors brièvement président du conseil supérieur de la RTF.
Politiquement, il devient un des animateurs de l'Union démocratique du travail, mais n'exerce plus de responsabilité élective.
En 1966, il s'oppose avec d'autres, dans les colonnes du Monde libertaire, à l'arrestation des républicains espagnols en exil.
Henry Torrès est le mentor de Robert Badinter aux débuts de la carrière d'avocat de ce dernier qui dresse son portait et lui rend hommage dans ses livres L'Exécution (paru en 1973) et L'Abolition (paru en 2000).
Il est par ailleurs l'auteur de deux pièces de théâtre.

## Ouvrages
- Histoire d'un complot, 1921

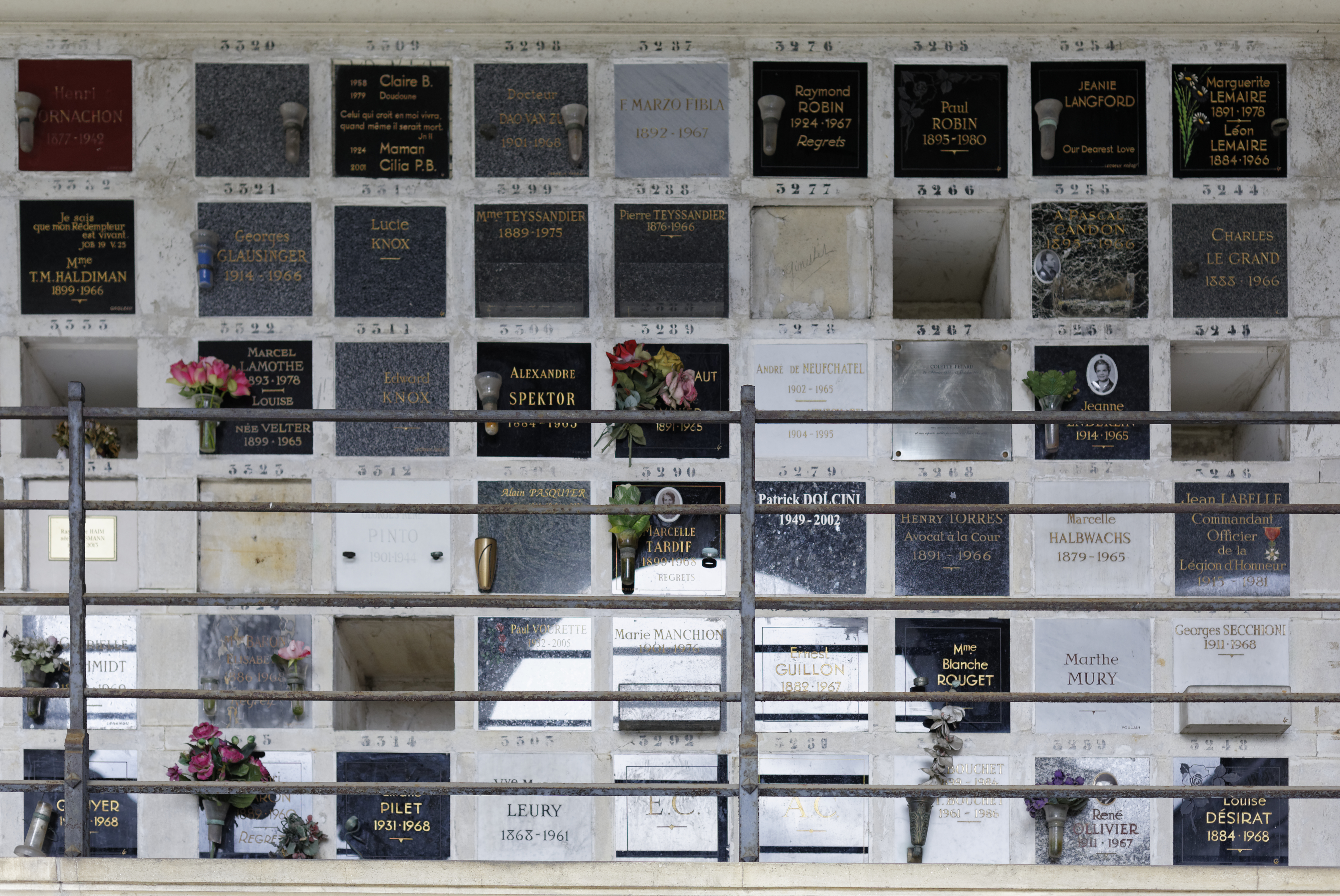
Case 3268 au columbarium du Père-Lachaise.

- Le Procès des pogromes, plaidoirie, 1928
- Le Procès du bonnet rouge, 1929
- La Robe brune (préface), 1936
- La Machine infernale, 1942
- La France trahie, Pierre Laval, Brentano's, Montréal, 1943
- Accusés Hors-série, 1957
- De Clemenceau à De Gaulle, 1958
- Notre Paris, avec des illustrations d'Alexis Hinsberger, une préface et des commentaires de Pierre Mac Orlan, Éditions Serg, 1963
- Souvenir, souvenir, que me veux-tu ?, 1964

## Théâtre
- 1929 : Le Procès de Mary Dugan de Bayard Veiller, adaptation Henry Torrès et Horace de Carbuccia, Théâtre de l'Apollo
- 1932 : Edition spéciale d'Henry Torrès, Théâtre des Ambassadeurs

## Sources
- « Henry Torrès », dans le Dictionnaire des parlementaires français (1889-1940), sous la direction de Jean Jolly, PUF, 1960 [détail de l’édition]